# Landgericht Riedenburg
Das Landgericht Riedenburg war ein von 1803 bis 1879 bestehendes bayerisches Landgericht älterer Ordnung mit Sitz in Riedenburg im heutigen Landkreis Kelheim. Die Landgerichte waren im Königreich Bayern Gerichts- und Verwaltungsbehörden, die 1862 in administrativer Hinsicht von den Bezirksämtern und 1879 in juristischer Hinsicht von den Amtsgerichten abgelöst wurden.

## Geschichte
Riedenburg war schon im Mittelalter Gerichtsort. Es war Sitz eines Pfleggerichts im Rentamt München des Herzogtums Bayern. Das Landgericht älterer Ordnung in Riedenburg entstand 1802/3 im Zuge von Verwaltungsreformen in Bayern. Es gehörte bis 1810 zunächst zum Altmühlkreis und ab 1810 zum Regenkreis, dem späteren Regierungsbezirk Oberpfalz. Ab 1862 wurden die administrativen Verwaltungsaufgaben aus den Landgerichten herausgelöst und auf die neu geschaffenen Bezirksämter übertragen. Das Landgericht Riedenburg kam zum Bezirksamt Hemau. 1879 wurde das Gebiet um Riedenburg dem Bezirksamt Beilngries zugeteilt.
Anlässlich der Einführung des Gerichtsverfassungsgesetzes am 1. Oktober 1879 kam es zur Errichtung eines Amtsgerichts in Riedenburg mit demselben Bezirk wie dem gleichzeitig aufgehobenen Landgericht Riedenburg, bestehend aus den Gemeinden Altmannstein, Altmühlmünster, Baiersdorf, Berghausen, Bettbrunn, Breitenhill, Buch, Deising, Dietfurt, Echendorf, Eggersberg, Eutenhofen, Forchheim, Gimpertshausen, Griesstetten, Hagenhill, Hainsberg, Hattenhausen, Hexenagger, Hiendorf, Hüttenhausen, Jachenhausen, Laimerstadt, Lobsing, Mallerstetten, Meihern, Mendorf, Mindelstetten, Mühlbach, Neuenhinzenhausen, Offendorf, Otterzhofen, Perletzhofen, Pondorf, Predlfing, Premerzhofen, Prunn, Riedenburg, Sandersdorf, Schafshill, Schaitdorf, Schamhaupten, Schwabstetten, Sollern, Staadorf, Steinsdorf, Tettenwang, Thann, Unterbürg, Wildenstein, Winden, Wolfsbuch und Zell.